# صنوبر أبيض
الصَّنَوبَرُ الأَبيض (الاسم العلمي: Dacrycarpus dacrydioides)؛ هي شجرة مخروطية مستوطنة في نيوزيلندا، تتبع فصيلة المعلاقية. هي أطول شجرة في نيوزيلندا، يصل ارتفاعها إلى 60 مترًا ويبلغ عمرها 600 عام. وصف النبات العالم الفرنسي أخيل ريشار لأول مرة من الناحية النباتية في عام 1832 باسم (Podocarpus dacrydioides)، وأعطى عالم النبات الأمريكي ديفيد جون دو لوبنفلز اسمه الحالي (Dacrycarpus dacrydioides) في عام 1969. أكد تحليل الحمض النووي علاقة النبات التطورية مع الأنواع الأخرى في أجناس (Dacrycarpus) ودماعة.